# 市浦ハウジング&プランニング
株式会社市浦ハウジング&プランニング（いちうらハウジングアンドプランニング 英: Ichiura Housing & Planning Associates Co., Ltd.）は、日本の組織系建築設計事務所。都市計画コンサルタント。市浦健が創設した建築設計事務所を前身とする。
公共住宅地・住宅団地・ ニュータウンの企画・設計の他、自治体の住宅マスタープラン、密集市街地住宅対策、団地におけるストック再生・活用等に係る検討、PFIを用いた大規模公営団地再生やエリアマネジメントに関する調査・ 検討、公共集合住宅ストック活用検討、団地型マンションの再生技術対応、居住安定化推進事業などにも携わる。
その他、団地（共同住宅）改修技術ハングコリドーシステム、織本匠構造設計研究所と木質ラーメン構造RH構法などを開発。1995年、株式会社アールエイチエス技術研究所を設立している。

## おもな作品・業績
- 奈良北団地
- 横浜若葉台団地
- 府中市立総合体育館
- 美東町町営サンシティ白土
- 山口県美祢・来福台県営住宅
- 山口県県営下関・稗田団地
- 佐賀県営・武雄市営中野住宅
- 桜島町町営袴腰団地
- 世田谷区深沢環境共生住宅
- 西妻アパート
- 名古屋市市営北希望荘
- 戸山ハイツ
- 成田中台運動公園基本設計
- 泉北丘陵住宅N.O住区設計
- 大阪府精神薄弱者コロニー
- 山口朝田ヒルズ(「都市景観大賞」入賞景観形成事例部門（地区レベル）
- 大阪市野田地区整備計画
- 春宮住宅建替基本設計
- 木津川東岸地区整備計画
- 鹿児島・丸尾地区整備
- 鹿屋市本町地区商店街整備
- 北田大手町地区商店街整備計画
- 幕張新都心街区（日本計画行政学会計画賞，千葉街並み景観賞）
- 幕張新都心住宅地 土地活用検討
- 仰木地区公園・緑地・歩専道計画
- 鈴蘭台団地
- 大阪府営吹田竹見台住宅民活プロジェクト
- 大阪府営吹田藤白台住宅民活プロジェクト
- 沼津市営住宅自由ヶ丘団地
- 青島万科魅力之城
- 好世鹿鳴苑
- ハートアイランドSHINDEN
- 府営住宅団地・八田荘住宅建替構想
- わが国のニュータウンの総括関連調査研究
- 新住宅市街地開発事業関連調査
- 多摩NT.新住事業基本計画の変更検討
- 江戸川区における住都公団の新法人移行に係る市街地整備
- 大牟田住宅市街地総合支援事業
- 荻窪団地における建替事業費用対効果分析調査
- 赤坂団地建替事業実施計画策定
- 千葉ニュータウン都心地区熱事業推進可能性検討
- 花畑団地における住宅市街地整備に係る整備計画案検討
- 荻窪団地における建替事業費用対効果分析
- 青葉区ユリノキ通り前庭整備・遊歩道修景
- 西宮市営甲子園九番町団地第1期建替事業
- ヌーヴェル赤羽台5号棟B2街区
- 熊本駅前東A地区第二種市街地再開発事業ザ・熊本タワー (株式会社アール・アイ・エー・株式会社市浦ハウジング＆プランニング設計共同企業体)
- 南永田団地
- 明舞団地再生
- コンフォール上野台
- ハートアイランド新田一番街・二番街・三番街・四番街

## 事務所概説
- 本社所在地：東京都文京区本郷1-28-34
- サイト：http://www.ichiura.co.jp/

## 沿革
- 1952年 株式会社市浦建築設計事務所設立
- 1961年 都市開発コンサルタント設立 （のち市浦都市開発建築コンサルタンツ）
- 2005年4月1日現社名に変更